# Saint-Côme-du-Mont
Saint-Côme-du-Mont is een plaats en voormalige gemeente in het Franse departement Manche in de regio Normandië en telt 458 inwoners (1999).
Op 1 januari 2016 fuseerde de gemeente Saint-Côme-du-Mont met Angoville-au-Plain, Carentan en Houesville tot de huidige gemeente Carentan-les-Marais. Deze gemeente maakt deel uit van het arrondissement Saint-Lô.

## Museum
In Normandië zijn veel musea over de Tweede Wereldoorlog, men schat ongeveer 45. Het museum bij Dead Man's Corner is misschien het kleinste museum, het heeft slechts drie kamers. Het herinnert aan D-Day, aan de gevechten tussen de Amerikaanse 101st Airborne troepen en de Duitse parachutisten en paratroopers. Er zijn persoonlijke eigendommen van luitenant Richard Winters.

## Geografie
De oppervlakte van Saint-Côme-du-Mont bedraagt 13,0 km², de bevolkingsdichtheid is 35,2 inwoners per km².
De onderstaande kaart toont de ligging van Saint-Côme-du-Mont met de belangrijkste infrastructuur en aangrenzende gemeenten.

## Demografie
Onderstaande figuur toont het verloop van het inwonertal (bron: INSEE-tellingen).

 Angoville-au-Plain · Brévands · Brucheville · Carentan · Catz · Houesville · Montmartin-en-Graignes · Saint-Côme-du-Mont · Saint-Hilaire-Petitville · Saint-Pellerin · Les Veys · Vierville